# リプスコム大学

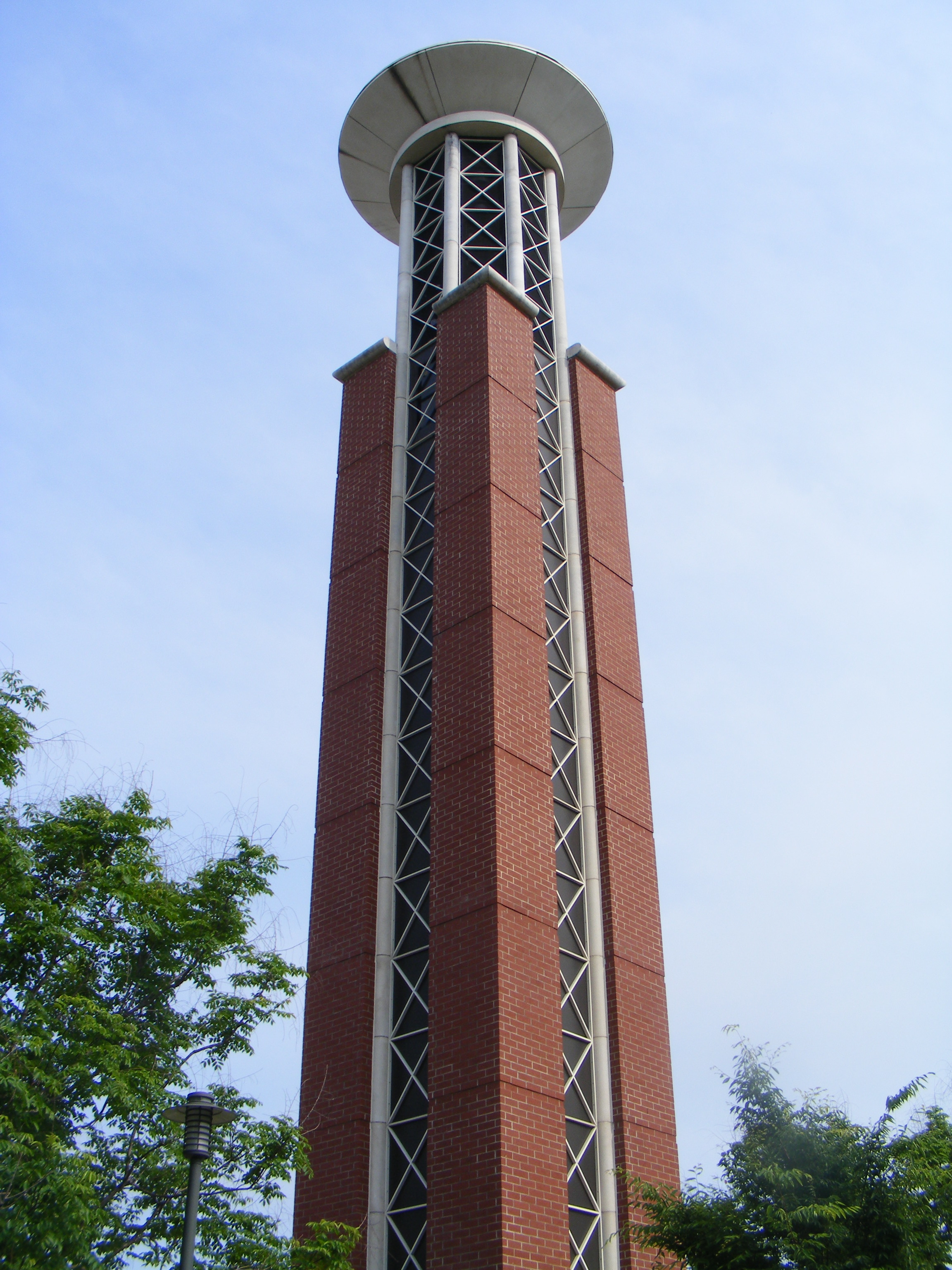
タワー

リプスコム大学（リプスコムだいがく、Lipscomb University）は、アメリカ合衆国テネシー州ナッシュビルにあるチャーチ・オブ・クライスト系のリベラル・アーツの男女共学私立大学。ナッシュビル郊外のグリーン・ヒルズのベルモント・ブールヴァードとグラニー・ホワイト・パイクの間に位置している。2012年秋の入学者は2,757名の大学生と1,521名の大学生の計4,278名である。

## 歴史
1891年にデイヴィッド・リプスコムとジェイムス・A・ハーディングにより創立された。キャンパスの敷地のほとんどがデイヴィッド・リプスコムから寄贈されたものである。当初、神学校ではなくキリスト教系リベラル・アーツの学校として創立されたため、チャーチ・オブ・クライストのメンバーの多くからは冷遇され見下されていた。事実として初期の目録では、精神的研究によるリベラル教育の供給について創立者の見解が述べられている。

「国内のどの学校、大学と同様に広範囲のカリキュラムのリベラル教育を施し、それと同時にじっくりと聖書、神が与えた知恵や善良を学ぶ。確かにプロの牧師を養成する学校ではないが、老若男女全ての入学者に生活に役立つことを学んでもらう。全ての生徒が自身の使命で入学するのである。」 - James A. Harding Course Catalog 1896-97
何人かの著名なチャーチ・オブ・クライストの教役者はここで少なくとも高等教育の一部を受け(下記の『著名な卒業生』参照)、チャーチ・オブ・クライストに残っている。教授陣は雇用前にチャーチ・オブ・クライストのメンバーであることを証明しなくてはならなかった。
当初の校名はナッシュビル聖書学校で、デイヴィッド・リプスコム・カレッジに変わり、その後デイヴィッド・リプスコム・ユニヴァーシティとなった。リプスコムは『短期大学』として1948年に第1期生で卒業した。1954年、リプスコムは南部大学学校協会に初認定された。1988年、リプスコムはレベル3(修士認定)となった。2005年、校名から法的に『デイヴィッド』が抜けリプスコム・ユニヴァーシティとなった。
全日制の学生は週3日聖書の授業があり、週2日は教会に行くため毎日聖書を持参せねばならなかった。現在これらの教会の半分はスポーツ施設のアレン・アリーナとなり、もう半分は同時に複数の場所で行なわれるブレイク・アウト・セッションの場所になっている。
大学のキャンパスには附属の高等学校、中学校があり、1986年に小学校は数ブロック先の改築された元公立学校に移動した。これらの3校をリプスコム・アカデミーと呼ぶ。

## 著名な出身者
- マイケル・F・アダムス(1970年卒) - ジョージア大学学長
- ラマー・ベイカー(1938年卒) - 政治家
- リチャード・A・ベイテイ (1951年高等学校卒、1955年デイヴィッド・リプスコム・カレッジ卒) - 新約聖書研究者
- ケイシー・ボンド (2009年卒) - 俳優、元プロ・バスケットボール選手
- パット・ブーン (1952年高等学校卒) - 歌手
- チャールズ・R・ブリュワー (1918年卒) - 教授、牧師、詩人、リーダー
- G・C・ブリュワー (1911年卒) - 作家、牧師、教師
- B・C・グッドパスチャー (1918年卒) - 牧師、作家
- ジュディ・G・ハンプル (1969年卒) - ペンシルバニア州高等教育システム (PASSHE) 元総長
- デイヴィッド・エドウィン・ヘイレル (1954年卒) - オーバーン大学の歴史学者
- ベス・ハルトマン・ハーウェル (1978年卒) - 元テネシー州下院議長。初の女性議長。
- ジム・ジンキンス (1975年卒) - 『ダグ』製作者
- ケイレブ・ジョゼフ (2010年卒) - 野球選手
- W・マーク・レイニア (1981年卒) - レイニア法律事務所創立者
- ダスティン・リンチ (2007年卒) - カントリー歌手、ソングライター
- マイケル・シェーン・ニール (1991年卒) - 肖像画家
- アイラ・L・ノース (1941年卒) - 牧師、作家
- ケリー・ロバーツ (1983年卒) - テネシー州上院議員
- マーティ・ロー (1984年卒) - カントリー・バンドダイアモンド・リオのリード・ヴォーカル
- デイヴィッド・サンプソン (1978年卒) - 元アメリカ合衆国商務副長官
- バリー・ストウ (1979年卒) - プルデンシャル・コーポレーション・アジア最高責任者
- エドウィン・トレヴァサン (1977年卒) - 内科医、公衆衛生リーダー、アメリカ疾病予防管理センター (CDC) 全米センター長
- レイ・ウォーカー (1956年卒) - ザ・ジョーダネアーズバス歌手